# NGC 6352

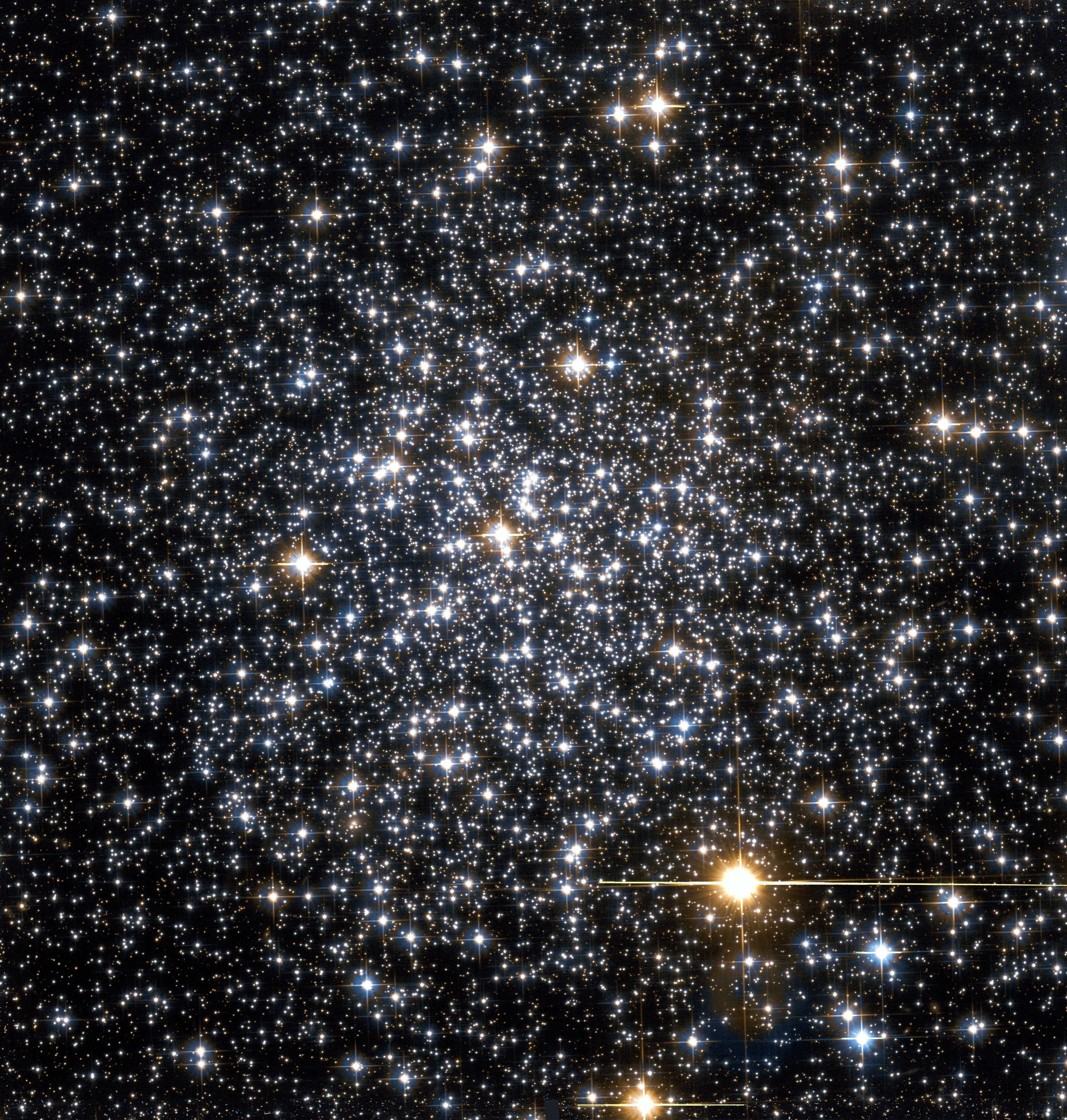
NGC 6352

NGC 6352 sau Caldwell 81 este un roi globular din constelația Altarul. 